# گوژکووو
گوژکووو (به لاتین: Gorzykowo) یک روستا در لهستان است که در گمینا ویتکووو واقع شده‌است.